# Wereldkampioenschap superbike van Brno 2018
Het wereldkampioenschap superbike van Brno 2018 was de zevende ronde van het wereldkampioenschap superbike en het wereldkampioenschap Supersport 2018. De races werden verreden op 9 en 10 juni 2018 op het Automotodrom Brno nabij Brno, Tsjechië.

## Superbike

### Race 1
De race, die gepland stond over een lengte van 18 ronden, werd na 3 ronden stilgelegd vanwege een crash van Michael Ruben Rinaldi. Later werd de race herstart over een lengte van 16 ronden.
| Pos | Nr | Rijder                | Constructeur | Rondes | Tijd        | Grid | Punten |
| --- | -- | --------------------- | ------------ | ------ | ----------- | ---- | ------ |
| 1   | 1  | Jonathan Rea          | Kawasaki     | 16     | 32:08.759   | 2    | 25     |
| 2   | 33 | Marco Melandri        | Ducati       | 16     | +5.381      | 3    | 20     |
| 3   | 66 | Tom Sykes             | Kawasaki     | 16     | +7.336      | 1    | 16     |
| 4   | 60 | Michael van der Mark  | Yamaha       | 16     | +11.893     | 6    | 13     |
| 5   | 22 | Alex Lowes            | Yamaha       | 16     | +13.145     | 4    | 11     |
| 6   | 50 | Eugene Laverty        | Aprilia      | 16     | +14.210     | 5    | 10     |
| 7   | 32 | Lorenzo Savadori      | Aprilia      | 16     | +17.051     | 7    | 9      |
| 8   | 7  | Chaz Davies           | Ducati       | 16     | +17.743     | 9    | 8      |
| 9   | 2  | Leon Camier           | Honda        | 16     | +18.104     | 10   | 7      |
| 10  | 54 | Toprak Razgatlıoğlu   | Kawasaki     | 16     | +21.783     | 15   | 6      |
| 11  | 68 | Yonny Hernández       | Kawasaki     | 16     | +30.614     | 12   | 5      |
| 12  | 36 | Leandro Mercado       | Kawasaki     | 16     | +31.111     | 16   | 4      |
| 13  | 40 | Román Ramos           | Kawasaki     | 16     | +31.188     | 14   | 3      |
| 14  | 12 | Javier Forés          | Ducati       | 16     | +31.864     | 13   | 2      |
| 15  | 21 | Michael Ruben Rinaldi | Ducati       | 16     | +33.079     | 11   | 1      |
| 16  | 99 | P.J. Jacobsen         | Honda        | 16     | +33.685     | 17   |        |
| 17  | 37 | Ondřej Ježek          | Yamaha       | 16     | +53.662     | 20   |        |
| 18  | 76 | Loris Baz             | BMW          | 16     | +1:44.844   | 8    |        |
| DNF | 81 | Jordi Torres          | MV Agusta    | 6      | Uitgevallen | 18   |        |
| DNF | 45 | Jacob Gagne           | Honda        | 4      | Uitgevallen | 19   |        |

### Race 2
| Pos | Nr | Rijder                | Constructeur | Rondes | Tijd        | Grid | Punten |
| --- | -- | --------------------- | ------------ | ------ | ----------- | ---- | ------ |
| 1   | 22 | Alex Lowes            | Yamaha       | 18     | 36:23.516   | 4    | 25     |
| 2   | 60 | Michael van der Mark  | Yamaha       | 18     | +2.167      | 6    | 20     |
| 3   | 7  | Chaz Davies           | Ducati       | 18     | +7.649      | 9    | 16     |
| 4   | 50 | Eugene Laverty        | Aprilia      | 18     | +9.422      | 9    | 13     |
| 5   | 32 | Lorenzo Savadori      | Aprilia      | 18     | +9.716      | 7    | 11     |
| 6   | 21 | Michael Ruben Rinaldi | Ducati       | 18     | +12.967     | 11   | 10     |
| 7   | 2  | Leon Camier           | Honda        | 18     | +17.341     | 10   | 9      |
| 8   | 12 | Javier Forés          | Ducati       | 18     | +20.293     | 13   | 8      |
| 9   | 54 | Toprak Razgatlıoğlu   | Kawasaki     | 18     | +23.613     | 15   | 7      |
| 10  | 40 | Román Ramos           | Kawasaki     | 18     | +24.670     | 14   | 6      |
| 11  | 76 | Loris Baz             | BMW          | 18     | +25.106     | 8    | 5      |
| 12  | 45 | Jacob Gagne           | Honda        | 18     | +25.212     | 19   | 4      |
| 13  | 99 | P.J. Jacobsen         | Honda        | 18     | +28.172     | 17   | 3      |
| 14  | 68 | Yonny Hernández       | Kawasaki     | 18     | +31.659     | 12   | 2      |
| 15  | 33 | Marco Melandri        | Ducati       | 18     | +32.407     | 3    | 1      |
| 16  | 66 | Tom Sykes             | Kawasaki     | 18     | +36.305     | 1    |        |
| 17  | 36 | Leandro Mercado       | Kawasaki     | 18     | +39.367     | 16   |        |
| 18  | 37 | Ondřej Ježek          | Yamaha       | 18     | +44.976     | 20   |        |
| DNF | 81 | Jordi Torres          | MV Agusta    | 5      | Uitgevallen | 18   |        |
| DNF | 1  | Jonathan Rea          | Kawasaki     | 2      | Ongeluk     | 2    |        |

## Supersport
| Pos | Nr  | Rijder                | Constructeur | Rondes | Tijd         | Grid | Punten |
| --- | --- | --------------------- | ------------ | ------ | ------------ | ---- | ------ |
| 1   | 16  | Jules Cluzel          | Yamaha       | 16     | 33:15.783    | 3    | 25     |
| 2   | 11  | Sandro Cortese        | Yamaha       | 16     | +0.148       | 1    | 20     |
| 3   | 3   | Raffaele De Rosa      | MV Agusta    | 16     | +3.368       | 4    | 16     |
| 4   | 144 | Lucas Mahias          | Yamaha       | 16     | +6.735       | 5    | 13     |
| 5   | 21  | Randy Krummenacher    | Yamaha       | 16     | +7.764       | 2    | 11     |
| 6   | 36  | Thomas Gradinger      | Yamaha       | 16     | +18.651      | 10   | 10     |
| 7   | 13  | Anthony West          | Kawasaki     | 16     | +20.773      | 8    | 9      |
| 8   | 111 | Kyle Smith            | Honda        | 16     | +22.576      | 11   | 8      |
| 9   | 22  | Eemeli Lahti          | Suzuki       | 16     | +30.575      | 14   | 7      |
| 10  | 84  | Loris Cresson         | Yamaha       | 16     | +31.323      | 18   | 6      |
| 11  | 47  | Rob Hartog            | Kawasaki     | 16     | +33.589      | 15   | 5      |
| 12  | 38  | Hannes Soomer         | Honda        | 16     | +34.857      | 13   | 4      |
| 13  | 78  | Hikari Okubo          | Kawasaki     | 16     | +36.627      | 12   | 3      |
| 14  | 15  | Alfonso Coppola       | Yamaha       | 16     | +40.124      | 16   | 2      |
| 15  | 19  | Alex Baldolini        | Honda        | 16     | +41.687      | 19   | 1      |
| 16  | 65  | Michael Canducci      | Honda        | 16     | +44.774      | 21   |        |
| 17  | 96  | Andrew Irwin          | Honda        | 16     | +46.924      | 17   |        |
| 18  | 81  | Luke Stapleford       | Yamaha       | 16     | +46.958      | 23   |        |
| 19  | 23  | Max Enderlein         | Yamaha       | 16     | +47.154      | 24   |        |
| 20  | 77  | Wayne Tessels         | Kawasaki     | 16     | +50.844      | 25   |        |
| 21  | 10  | Nacho Calero          | Kawasaki     | 16     | +58.652      | 26   |        |
| 22  | 44  | Luigi Morciano        | Kawasaki     | 16     | +1:05.705    | 20   |        |
| 23  | 34  | Ezequiel Iturrioz     | Kawasaki     | 16     | +1:10.285    | 28   |        |
| 24  | 14  | Michal Chalupa        | Yamaha       | 16     | +1:39.058    | 29   |        |
| 25  | 69  | Pierre Coppa          | Honda        | 16     | +2:13.032    | 30   |        |
| DNF | 48  | Gergő Molnár          | Honda        | 11     | Ongeluk      | 27   |        |
| DNF | 32  | Sheridan Morais       | Kawasaki     | 5      | Ongeluk      | 9    |        |
| DNF | 35  | Stefan Hill           | Triumph      | 5      | Ongeluk      | 31   |        |
| DNF | 86  | Ayrton Badovini       | MV Agusta    | 3      | Ongeluk      | 7    |        |
| DNF | 64  | Federico Caricasulo   | Yamaha       | 1      | Ongeluk      | 6    |        |
| DNS | 74  | Jaimie van Sikkelerus | Honda        | 0      | Niet gestart |      |        |

## Tussenstanden na wedstrijd

### Superbike
| Pos | Nr | Rijder               | Team     | Punten |
| --- | -- | -------------------- | -------- | ------ |
| 1   | 1  | Jonathan Rea         | Kawasaki | 270    |
| 2   | 7  | Chaz Davies          | Ducati   | 205    |
| 3   | 60 | Michael van der Mark | Yamaha   | 196    |
| 4   | 66 | Tom Sykes            | Kawasaki | 179    |
| 5   | 33 | Marco Melandri       | Ducati   | 157    |

### Supersport
| Pos | Nr  | Rijder             | Team      | Punten |
| --- | --- | ------------------ | --------- | ------ |
| 1   | 11  | Sandro Cortese     | Yamaha    | 122    |
| 2   | 16  | Jules Cluzel       | Yamaha    | 120    |
| 3   | 21  | Randy Krummenacher | Yamaha    | 105    |
| 4   | 144 | Lucas Mahias       | Yamaha    | 103    |
| 5   | 3   | Raffaele De Rosa   | MV Agusta | 83     |

1993 · 1996 · 2005 · 2006 · 2007 · 2008 · 2009 · 2010 · 2011 · 2012 · 2018